# Ramses-Bahnhof

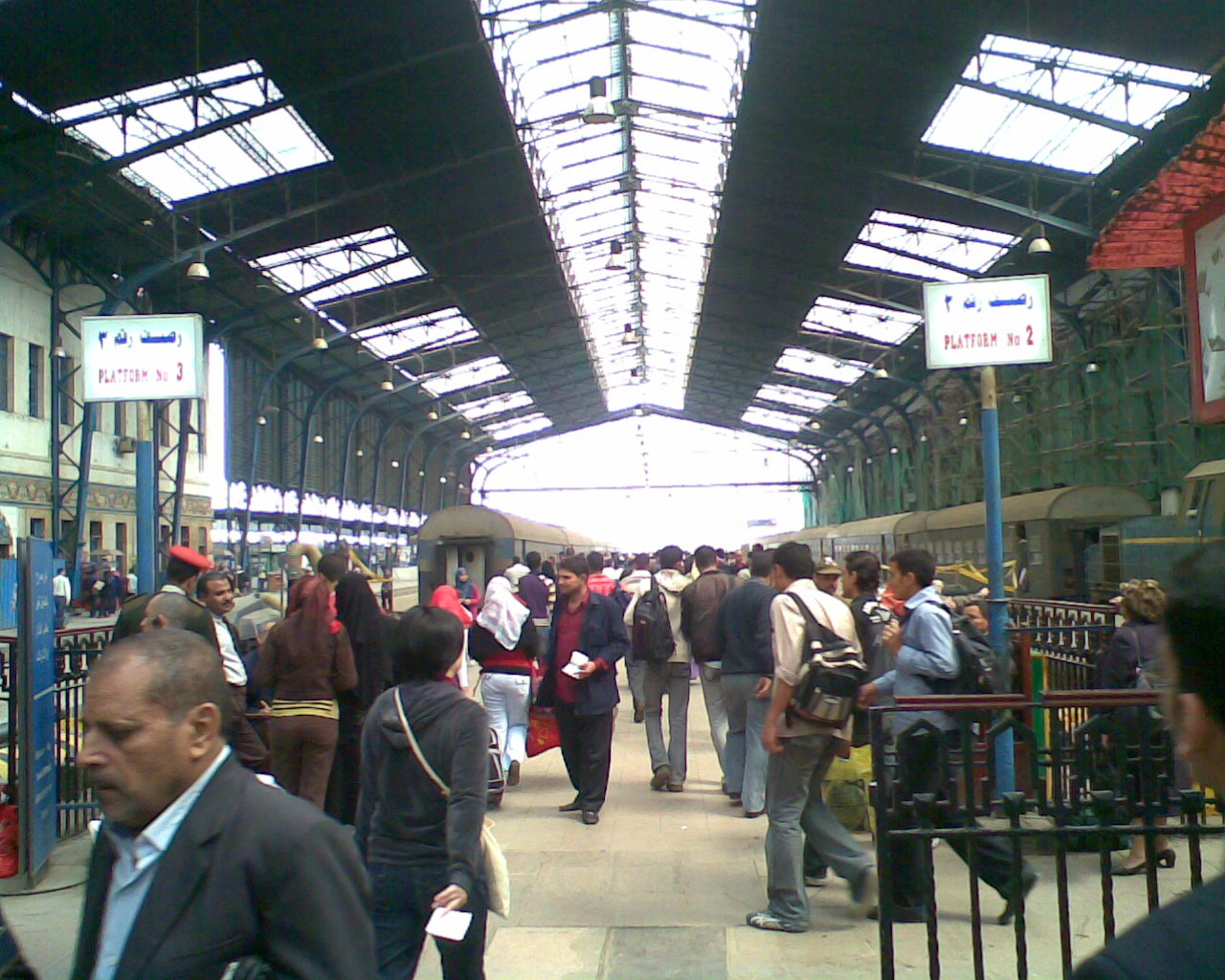
Bahnsteighalle des Bahnhofes

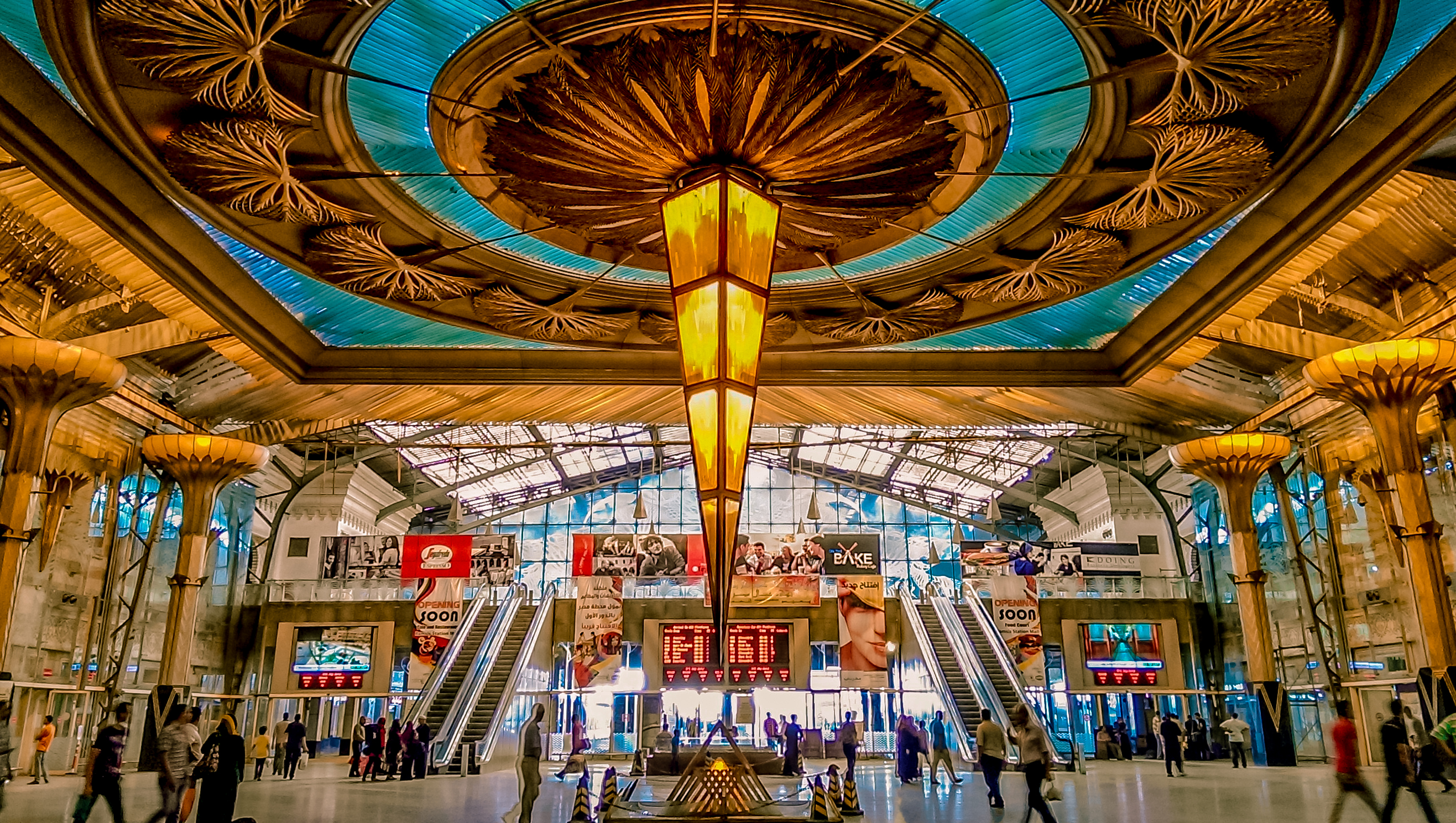
Bahnhofsgebäude

Der Ramses-Bahnhof (arabisch محطة رمسيس Maḥaṭṭat Ramsīs, DMG Maḥaṭṭat Ramsīs, englisch Ramses Railway Station) ist der Hauptbahnhof der ägyptischen Hauptstadt  Kairo.
Der Bahnhof liegt am Ramses-Platz (Mīdān Ramsīs), von dem der Name des Bahnhofs abgeleitet ist. Der ägyptischen Pharao Ramses II. war einer der wichtigsten Herrscher des frühen Ägypten und seine Statue bildete lange das Zentrum des Ramses-Platzes. In der Nähe des Bahnhofs befindet sich die Metrostation Al-Shohadaa. Sie ist der Kreuzungspunkt der Linien 1 und 2 der Metro Kairo. In einem Anbau des Bahnhofs befindet sich das Ägyptische Eisenbahnmuseum.

## Geschichte
Der erste Hauptbahnhof Kairos hieß Misr-Bahnhof (Maḥaṭṭat Miṣr). Angelegt wurde er 1856 für die Bahnstrecke Kairo–Alexandria. Das heutige Empfangsgebäude wurde 1892 errichtet und 1955 umgebaut.
Die Statue von Ramses II. auf dem anliegenden Midan Ramsis wurde 1955 vom ägyptischen Präsidenten Gamal Abdel Nasser vor den Hauptbahnhof transloziert. Am 25. August 2006 wurde sie erneut an einen anderen Platz verbracht, zum neuen Grand Egyptian Museum in die Nähe der Pyramiden von Gizeh.

## Brand 2019
Am 27. Februar 2019 kollidierte eine Lokomotive mit einem Prellbock am Ende eines belebten Bahnsteiges. Daraufhin brach ein Feuer in diesem Bereich des Bahnhofes aus, wobei auch ein Benzintank explodierte. Bei dem Brand starben mindestens 25 Menschen und über 50 wurden verletzt. Die Polizei räumte daraufhin den gesamten Bahnhof und den davor liegenden Ramses-Platz. Wenige Stunden nach dem Unglück trat der Ägyptische Verkehrsminister Hisham Arafat zurück.